# Malherbología
La malherbología es la ciencia y tecnología dedicada al estudio y control de las "malas hierbas" (malezas o hierbas arvenses). Como ciencia, junto la entomología agrícola y la fitopatología, su objetivo es la protección de los cultivos. La malherbología está relacionada con la química agrícola, toxicología, botánica, agronomía, fisiología vegetal, edafología, mecánica agrícola y la fitotecnia.

## Historia

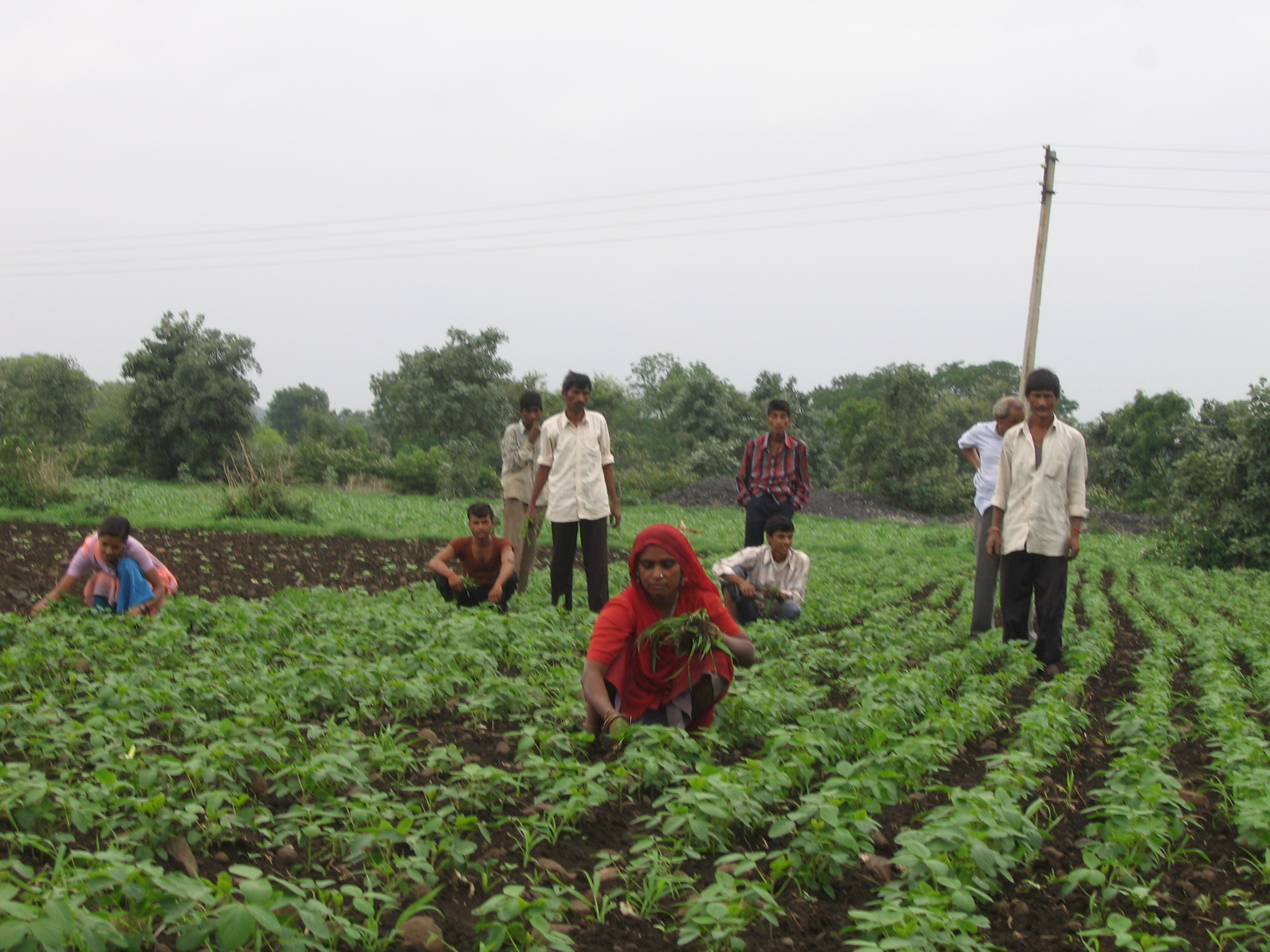
Forma tradicional: En el India, como en muchos otros lugares, el control de las malas hierbas se realiza mediante la retirada manual, sobre todo en explotaciones medianas y pequeñas.

La malherbología, como ciencia, comienza sobre la década de 1940, coincidiendo con la invención del 2,4 D, el primer herbicida orgánico sinterizado.
Los métodos de control tradicionales eran la extracción manual (escarda, escardar, deshierbar) y la quema de los campos. Actualmente, sin embargo, se dan preferencia a los métodos mecanizados y químicos. Este último método incluye el uso de herbicidas.
Debido a la falta de control en la venta y el uso, en muchas ocasiones los herbicidas se aplican en exceso o de una manera demasiado indiscriminada o irresponsable. Uno de los retos de la malherbología actualmente es promover un uso eficiente de los herbicidas, con consideración hacia la ecología vegetal de la zona y las formas tradicionales de protección de cultivos.
En 1951, en los Estados Unidos, aparece la primera revista sobre malezas, y en 1950 se crea la primera asociación americana.
No mucho después se crearon en Colombia la asociación Colombiana de Malherbología y la Sociedad Latinoamericana de Malherbología. La Sociedad Europea de Malherbología se fundó en el Reino Unido en 1975.
En España existe la Sociedad Española de Malherbología (SEMH).